# Насьонал (футбольный клуб, Сан-Паулу)
«Насьонал Атлетико Клуб» (порт.-браз. Nacional Atlético Clube; «Спортивный Клуб Насьонал») или просто «Насьонал» — бразильский футбольный клуб из города Сан-Паулу. До 1946 года назывался «Сан-Паулу Реилвэй Атлетик Клуб» (порт.-браз. São Paulo Railway Athletic Club).

## История
Официальной датой основания «Насьонала» считается 1919 год, однако другими источниками датой создания команды называется 1903 год, когда по инициативе железнодорожной компании Сан-Паулу Реилвэй появилась футбольная секция. Другой датой создания клуба называется 1895 год, когда Чарльз Миллер, сотрудник Сан-Паулу Реилвэй, организовал футбольную встречу между работниками компаний «Сан-Паулу Гас» и «Железная дорога Сан-Паулу». Реилвэй выиграла со счётом 4:2. С 1903 года к тренировкам стали привлекаться рабочие компании. В 1919 году «Сан-Паулу Реилвэй» был официально зарегистрирован в качестве футбольного клуба, сразу получив прозвища «Клуб англичан» и «Железнодорожный клуб». В 1935 году «Сан-Паулу Реилвэй» был одним из организаторов Федерации футбола Паулиста. 
В мае 1938 года был открыт стадион и штаб-квартира клуба. В 1939 году клуб занял четвертое место в чемпионате штата Сан-Паулу. В 1946 году компания Сан-Паулу Реилвэй была национализирована, а клуб, вслед за ней, был переименован в «Насьонал». Чтобы показать преемственность клуба, на матч со «Фламенго» (2:4) клуб вышел на поле в первом тайме в форме «Сан-Паулу Реилвэй», а во втором тайме играл уже в форме «Насьонала». В 1953 году клуб выбыл в первый дивизион чемпионата штата Сан-Паулу, после чего год не выступал. В 1955 году он возвратился в первую лигу, а в 1959 году снова выбыл во второй дивизион. В 1970-х годах клуб выбывал и возвращался в высший дивизион чемпионата штата. С 1976 ПО 2007 год «Насьонал» выступал в Серии А2, после чего выбыл в серию А3, затем снова возвратился и снова выбыл из этого дивизиона. В 2000 году команда вновь играла в серии А2, выступав там до 2007 года. Затем до 2018 года «Насьонал» постоянно играл в серии А3.

## Достижения
- Победитель турнира начала чемпионата Паулиста: 1943